# WEST.
WEST. 是日本的一個七人男子偶像團體，所屬經紀公司為 STARTO ENTERTAINMENT，唱片公司為 ELOV-Label。於 2014年4月23日以「ジャニーズWEST（傑尼斯WEST）」的名義發行單曲《ええじゃないか（這樣不是很好嗎）》正式 CD 出道。
旗下藝人中，距離上一次出道的團體為 2011 年出道的 Sexy Zone，是時隔約兩年半的 CD 出道；以 關西小傑尼斯 出身組成的團體來說，則是繼 SUPER EIGHT [舊團名 關ジャニ∞（關八)] 之後相隔十年再有團體出道。此外以「ジャニーズ（傑尼斯）」這個字作為團體名稱的一部分，是自初代出道團體「ジャニーズ(傑尼斯)」以來首次。是由於團員們的強烈希望，與傑尼斯事務所社長 強尼喜.多川 討論後才決定採用這個名字。
團員們宣稱官方「哥哥」是搞笑藝人組合麒麟的川島明，官方「姐姐」則是搞笑藝人友近。官方粉絲名稱為 『ジャス民（Jasmin）』。
於 2023年10月18日，在 YouTube 頻道 上宣布，將團名從「ジャニーズWEST（傑尼斯WEST）」更改為「WEST.」。

## 成員
成員的詳細資料請參照各成員的頁面。
| 成員名   | 成員名 | 成員名            | 出生年月日     | 血型 | 出身地 | 代表色 | 身高  | 备注   |
| 姓名     | 平假名 | 羅馬拼音          | 出生年月日     | 血型 | 出身地 | 代表色 | 身高  | 备注   |
| -------- | ------ | ----------------- | -------------- | ---- | ------ | ------ | ----- | ------ |
| 中間淳太 |        | Nakama Junta      | 1987年10月21日 | O型  | 兵庫縣 |        | 175cm | 最年長 |
| 濱田崇裕 |        | Hamada Takahiro   | 1988年12月19日 | AB型 | 兵庫縣 |        | 178cm |        |
| 桐山照史 |        | Kiriyama Akito    | 1989年8月31日  | A型  | 大阪府 |        | 173cm |        |
| 重岡大毅 |        | Shigeoka Daiki    | 1992年8月26日  | A型  | 兵庫縣 |        | 174cm | 中心位 |
| 神山智洋 |        | Kamiyama Tomohiro | 1993年7月1日   | A型  | 兵庫縣 |        | 170cm |        |
| 藤井流星 |        | Fujii Ryusei      | 1993年8月18日  | B型  | 大阪府 |        | 181cm |        |
| 小瀧望   |        | Kotaki Nozomu     | 1996年7月30日  | O型  | 大阪府 |        | 184cm | 最年少 |

## 經歷
出道經過
- 2013年9月，除了藤井流星以外的6人參與了舞台劇《ANOTHER》的演出。在這段期間事務所相關人士曾告知他們：將會包含藤井、神山、濵田在內，7人一起出道。並開始進行關於團名和出道曲等的討論，以為會在當年的12月31日的Johnny's Countdown上亮相。

- 在演唱會開始的前一刻，事務所卻突然通知他們「將以關西小傑尼斯名義出演」，隨後甚至被告知「不會出演了」。在反覆變動的情況下，他們又接到通知：「果然還是會出演，請來東京」。當時搭上新幹線前往東京的只有重岡、桐山、中間、小瀧四人。在東京開會時，中間淳太詢問工作人員「為什麼只有四個人？」對方則回應說「將會以四人組出道」。四人在演唱會開始幾小時前告知剩下三人此事，並登上舞台。但在演出當下，他們的完全無法露出笑容。2014年1月4日舉行的關西小傑尼斯的演唱會中，他們甚至無法與那三人對上眼。中間淳太後來回憶說：「那簡直是地獄」。

- 此後，成員們持續向事務所懇求以7人形式出道，而這場懇求的中心人物就是重岡大毅。多位成員表示：「從一開始就堅持『不是四人，而是七人』的人就是重岡」。對此重岡表示：「當下雖然接受了『四人』的說法，但我始終無法放棄『七人』這個想法。雖然（把剩下三人）加進來多少也有些情緒因素，但這不是能夠單靠感情解決的事。我想讓這個團體成為國民級的偶像團體，而要做到這一點，三人的力量是絕對必要的。」

- 之後他們向強尼喜.多川直接陳情，對方說：「你們如果是真心這麼認為的話，那就沒錯。只是，要為自己說出口的話負責，堅定地走下去。」最後他們成功獲得許可，以七人的形式出道。

團體結成
- 2013年12月31日在東京巨蛋舉行之Johnny's Countdown上用手寫的大字報宣布CD出道[1]，出道決定是在開場30分鐘前由社長直接告知的[2]。當時的團體名為『ジャニーズWEST4』[3][4]，並且成員只有中間淳太、桐山照史、重岡大毅、小瀧望4人。
- 2014年2月5日到28日的首度主演舞台劇『なにわ侍 東京見参!!』在日生劇場上演[5]（之後發表的正式名稱為『なにわ侍 ハロー東京!!』[6]）。
- 2014年2月5日舞台劇的公開彩排時宣布加入新成員濱田崇裕、神山智洋、藤井流星3人開始7人活動[3][7]。是由當初原定成員的四人直接向社長談判才實現的[3][8]。在這之後的正式的舞台劇公演便是演出了團體由四人變成七人的故事[7][9]。七人活動發表的2014年2月5日被視為ジャニーズWEST的正式結成日。

## 年表
-2014年-
4月20日：於阿倍野HARUKAS舉行出道記者會。會後登上高300公尺的屋頂直升機停機坪，演唱出道單曲〈ええじゃないか〉。同時也宣布他們將擔任「日本粉物協會」的大使。
4月23日：發行首張單曲〈ええじゃないか〉，正式CD出道。
4月26日：舞台劇《なにわともあれ、ほんまにありがとう》於大阪松竹座上演。
4月27日：於INTEX大阪舉辦握手會。
5月11日：舞台劇《なにわともあれ、ほんまにありがとう! in TOKYO》於新橋演舞場上演。
7月22、23日：在Zepp難波大阪舉辦「デビューしてもええじゃないか〜バンザイ!! その先の一等賞へ〜」，7月28、29日在Zepp DiverCity東京舉行。
8月2日：舞台劇《台風n Dreamer》於大阪松竹座上演。
8月6日：發行首張專輯《go WEST よーいドン!》。
8月28、29日：於橫濱體育館舉辦專輯發行紀念派對《皆様のおかげSUMMER CARNIVAL!》。
9月3日：舞台劇《台風n Dreamer》於日生劇場上演。
10月8日：發行第2張單曲〈ジパング・おおきに大作戦 / 夢を抱きしめて〉。
12月17日：發行首張DVD & Blu-ray《なにわ侍 ハローTOKYO ! !》。
-2015年-
1月2日：舉行首場演唱會「ジャニーズWEST 1stコンサート 一発めぇぇぇぇぇぇぇ!」。
1月10日：在日生劇場開演舞台劇《なにわ侍団五郎一座》。
2月4日：發行第3張單曲〈ズンドコ パラダイス〉。
4月22日：發行迷你專輯《パリピポ》。
5月4日：展開首次巡迴演唱會「パリピポ」。
6月17日：發行第2張演唱會DVD & Blu-ray《なにわともあれ、ほんまにありがとう》。
7月29日：發行第4張單曲〈バリ ハピ〉。
10月7日：發行第3張演唱會DVD & Blu-ray《ジャニーズWEST 1stコンサート 一発めぇぇぇぇぇぇぇ!》。
12月9日：發行第2張專輯《ラッキィィィィィィィ7》。
-2016年-
4月20日：發行第5張單曲〈逆転Winner》。
5月18日：發行第4張演唱會DVD & Blu-ray《ジャニーズWEST 1st Tour パリピポ》。
7月24日：官方粉絲俱樂部正式成立。
7月27日：發行第6張單曲〈人生は素晴らしい〉。
9月27日：宣布將於12月24日與25日兩天，在大阪京瓷巨蛋舉行團體首次單獨巨蛋演唱會。
10月19日：所屬唱片公司「Johnny's Entertainment」為宣傳專輯《なうぇすと》，開設了官方 Twitter 帳號。
11月30日：同時發行第3張專輯《なうぇすと》與第5張演唱會DVD & Blu-ray《ジャニーズWEST CONCERT TOUR 2016 ラッキィィィィィィィ7》
-2017年-
5月24日：發行第6張演唱會DVD & Blu-ray《ジャニーズWEST 1stドーム LIVE ♡24（ニシ）から感謝🎄届けます♡》。
6月21日：發行第7張單曲〈おーさか☆愛・EYE・哀 / Ya! Hot! Hot!〉。
10月25日：發行第7張演唱會DVD & Blu-ray《ジャニーズWEST LIVE TOUR 2017 なうぇすと》。
11月10日  團體主演 Netflix 影集《炎の転校生》正式上架播出。
11月22日：發行第8張單曲〈僕ら今日も生きている / 考えるな、燃えろ!!〉。
-2018年-
1月2日：發行第4張專輯《WESTival》。
3月7日：發行第9張單曲〈プリンシパルの君へ / ドラゴンドッグ〉。
8月15日：發行第10張單曲〈スタートダッシュ!〉。
10月24日：發行第8張演唱會DVD & Blu-ray《ジャニーズWEST LIVE TOUR 2018 WESTival》。
12月5日：發行第5張專輯《WESTV!》。
-2019年-
1月30日：發行第11張單曲〈ホメチギリスト / 傷だらけの愛〉。
4月24日：發行第12張單曲〈アメノチハレ〉。
6月1日：隨著原所屬唱片公司「Johnny's Entertainment」結束營運，移籍至「J strom」旗下的新唱片標籤「Johnny's Entertainment Record」。
7月10日：發行第9張演唱會DVD & Blu-ray《ジャニーズWEST LIVE TOUR 2019 WESTV!》。
7月25日：就任為《FIVB世界盃排球賽2019》（9月14日開幕）的應援大使，並於10月9日發行第13張單曲〈Big Shot!!〉作為活動應援曲。
-2020年-
3月18日：發行第6張專輯《W trouble》。
串流平台Paravi播出的團體綜藝節目《パパジャニWEST》轉為地面電視頻道播出的常規節目(TBS放送) 。
5月13日：作為傑尼斯事務所為防止新冠病毒擴散所發起的支援活動「Smile Up! Project」的一環，宣布將包含ジャニーズWEST成員在內的75人組成期間限定團體「Twenty★Twenty」。
6月24日：發行第14張單曲〈証拠〉。
7月28日：「Johnny's DREAM IsLAND 2020→2025 〜大好きなこの街から〜」與關8（關ジャニ∞）、關西小傑尼斯一同於萬博公園舉行演出。
8月1日：「Johnny's DREAM IsLAND 2020→2025 〜大好きなこの街から〜」，ジャニーズWEST專場於松竹座舉行。
10月4日：團體綜藝節目《あなたの代わりに見てきます！リア突WEST》（朝日放送）於關西地區開始播出。
12月11日至13日：《ジャニーズWEST LIVE TOUR 2020 W trouble》因新冠肺炎疫情延期，改為線上公演。
-2021年-
1月13日：發行第15張單曲〈週刊うまくいく曜日〉。
3月17日：發行第7張專輯《rainboW》。
5月5日：發行第16張單曲〈サムシング・ニュー〉。
7月28日：發行第17張單曲〈でっかい愛/喜努愛楽〉。
10月3日：團體綜藝節目《あなたの代わりに見てきます！リア突WEST》（朝日放送）升格為全國播出。從深夜時段移至週日白天時段播出。
10月6日：發行第10張 DVD & Blu-ray《ジャニーズWEST LIVE TOUR 2020 W trouble》。
-2022年-
1月19日：發行第18張單曲〈黎明 / 進むしかねぇ〉。
3月9日：發行第8張專輯《Mixed Juice》。
5月11日：發行第11張 DVD & Blu-ray《ジャニーズWEST LIVE TOUR 2021 rainboW》。
5月14日：首次參演「OSAKA METROPOLITAN ROCK FESTIVAL 2022」，作為主舞台「BAY FIELD」的第4組登場藝人。
5月17日：作為《パパジャニWEST》（於同年3月播畢）的接檔節目，《DEEPな店の常連さんに密着 イキスギさんについてった》（TBS）開始播出。
6月5日：擔任《東京電視台音樂祭》（テレ東音楽祭）的首任應援隊長，為了6月22日播出的「テレ東音楽祭2022夏〜令人忍不住想唱的！最強熱門歌曲100連發〜」宣傳，出演該電視台多個節目。
6月18日：出演由富士電視台音樂節目《Love music》主辦的「LOVE MUSIC FESTIVAL 2022」。
6月23日：原本用來宣傳專輯的 Twitter 帳號轉為官方帳號。
7月1日：舉行首次巨蛋巡演《ジャニーズWEST 1st DOME TOUR 2022 TO BE KANSAI COLOR -翔べ関西から-》，巡演地點包括京瓷巨蛋大阪、名古屋巨蛋、東京巨蛋。當天同時開設「ジャニーズWEST / JE_Record 公式」TikTok帳號，並解禁至〈星の雨〉為止的所有27首單曲。該消息於當日京瓷巨蛋演出MC環節驚喜宣布，並作為首支影片上傳。
8月3日：發行第19張單曲〈星の雨〉，首週銷量達到29.2萬張，超越出道單曲〈ええじゃないか〉的首週銷量，創下自身最高首週銷售紀錄。
8月10日：開設「ジャニーズWEST」官方 YouTube 頻道，於當日東京巨蛋巡演 MC 環節中驚喜宣布此消息。
11月23日：發行第12張 DVD & Blu-ray《ジャニーズWEST LIVE TOUR 2022 Mixed Juice》。
-2023年-
3月1日：發行第9張專輯《POWER》。
6月7日：發行第20張單曲〈しあわせの花〉。
7月26日：發行第13張 DVD & Blu-ray《ジャニーズWEST 1st DOME TOUR 2022 TO BE KANSAI COLOR -翔べ関西から-》。
8月19日：「SUMMER SONIC 2023」首次出演。
10月18日：在官方 YouTube 頻道上宣布，將團體名稱從「ジャニーズWEST」更改為「WEST.」。
10月25日：發行第21張單曲〈絶体絶命 / Beautiful / AS ONE〉，這是以「ジャニーズWEST」名義發行的最後一張作品。
12月20日：發行第14張 DVD & Blu-ray《WEST. LIVE TOUR 2023 POWER》。
12月31日：以「WESTube大晦日大忘年会」為題，於日本時間18:00起在 YouTube 進行約2小時的直播。最高同時觀看人數超過15萬人。在直播尾聲，成員預告 2024 年將上傳 100 部影片。
-2024年-
2月5日：迎來團體結成10週年，在官方 YouTube 頻道直播特別節目《WESTube 生配信SP 結成10しゅうねんやねぇぇぇぇぇぇぇん》。
3月18日～4月25日：為紀念出道10週年，與富士急樂園的雲霄飛車「ええじゃないか」合作，舉辦聯名活動「ええじゃないか×ええじゃないか」，呼應WEST.的出道曲〈ええじゃないか〉。
3月13日：發行 10週年紀念專輯《AWARD》。
4月23日：迎來CD出道10週年，當天舉辦多項紀念活動：全天電視出演、特別企劃、10週年生放送談話 & 演唱會《虹會》、YouTube直播《#デビュー10周年やねぇぇぇぇぇぇぇんSP》等。在社群媒體上，話題標籤「#WESTꓸ大忙しやDAY」一度登上趨勢第一。
4月24日：發行第22張單曲〈ハート / FATE〉。
4月29日：以「DREAM IsLAND」企劃的一環，與SUPER EIGHT及なにわ男子共同組成關西出身娛樂團體「KAMIGATA BOYZ」，展開活動。
5月7日：團體綜藝節目《ひらめけ! うんぴょこちゃんねる》（TBS電視台）開始播出。
8月17~18日：「SUMMER SONIC 2024」出演(大阪/東京)。
9月10日：發行第23張單曲〈まぁいっか!〉。
10月9日：發行第15張 DVD & Blu-ray《WEST. 10th Anniversary LIVE TOUR AWARD》。
11月1日～12月26日：舉辦首個 POP UP 展覽「WEST. 10週年紀念展 關西七色男大祭」，於東京與大阪展出。
11月22日：由WOWOW製作，劇場版原創演唱會《WEST. 10th Anniversary Live "W" -Film edition-》公開上映。上映首三日票房達2.2億日圓，奪得週末票房榜冠軍。
12月18日：發行第16張 DVD & Blu-ray《WEST. DOME TOUR AWARD ～10th Anniversary～》。
12月31日：舉行 YouTube 跨年直播《年越し生配信2024→2025 デビュー10周年ありがとう & 訂閱人數百萬達成紀念SP》。節目中也慶祝了12月25日達成的頻道訂閱數突破100萬人次。
-2025年-
3月12日：發行第11張專輯《A.H.O. -Audio Hang Out-》。
5月2日：全員主演的電影《裏社員。-スパイやらせてもろてます-》（松竹發行）正式上映。
5月7日：發行第24張單曲〈ウェッサイソウル! / BIG LOVE SONG〉。
5月10日：「TOKYO METROPOLITAN ROCK FESTIVAL 2025」出演。

## 作品

### 單曲
|      | 發行日         | 單曲                                  | 週間單曲榜 | 所屬原創專輯            |
| ---- | -------------- | ------------------------------------- | ---------- | ----------------------- |
| 1st  | 2014年4月23日  | 這樣不是很好嗎                        | 1          | go WEST 準備 砰!        |
| 2nd  | 2014年10月8日  | 日本・感謝大作戰/擁抱夢想             | 2          | Luckyyyyyyy 7           |
| 3rd  | 2015年2月4日   | 咚咚鏘樂園                            | 1          | Luckyyyyyyy 7           |
| 4th  | 2015年7月29日  | PARI HAPPY                            | 1          | Luckyyyyyyy 7           |
| 5th  | 2016年4月20日  | 逆轉Winner                            | 1          | WESTival                |
| 6th  | 2016年7月27日  | 人生是美好的                          | 2          | WESTival                |
| 7th  | 2017年6月21日  | 大阪☆愛・EYE・哀/Ya! Hot! Hot!        | 1          | WESTival                |
| 8th  | 2017年11月22日 | 我们今天也活在当下/不要去想，燃烧吧！ | 2          | WESTV!                  |
| 9th  | 2018年3月7日   | 重要的你/龍犬                         | 2          | WESTV!                  |
| 10th | 2018年8月15日  | Start Dash!                           | 2          | WESTV!                  |
| 11th | 2019年1月30日  | 褒揚清單/充滿傷痕的愛                 | 1          | W trouble               |
| 12th | 2019年4月24日  | 雨後天晴                              | 1          | W trouble               |
| 13th | 2019年10月9日  | Big Shot!!                            | 1          | W trouble               |
| 14th | 2020年6月24日  | 証拠                                  | 1          | rainboW                 |
| 15th | 2021年1月13日  | 每周成功的一周                        | 1          | rainboW                 |
| 16th | 2021年5月5日   | Something New                         | 1          | Mixed Juice             |
| 17th | 2021年7月28日  | 大爱/喜努愛楽                         | 1          | Mixed Juice             |
| 18th | 2022年1月19日  | 黎明/我别无选择，只能继续前进         | 1          | Mixed Juice             |
| 19th | 2022年8月3日   | 星之雨                                | 1          | POWER                   |
| 20th | 2023年6月7日   | 幸福之花                              | 1          | AWARD                   |
| 21st | 2023年10月25日 | 絶体絶命/Beautiful/AS ONE             | 1          | AWARD                   |
| 22nd | 2024年4月24日  | ハート/FATE                           | 1          | A.H.O. -Audio Hang Out- |
| 23rd | 2024年9月10日  | まぁいっか!                           | 1          | A.H.O. -Audio Hang Out- |
| 24rd | 2025年5月7日   | ウェッサイソウル!/BIG LOVE SONG       | 1          |                         |

### 專輯
|      | 發行日         | 專輯名稱                | 週間專輯榜 |
| ---- | -------------- | ----------------------- | ---------- |
| 1st  | 2014年8月6日   | go WEST 準備砰!         | 1          |
| 2nd  | 2015年12月9日  | Luckyyyyyyy7            | 2          |
| 3rd  | 2016年11月30日 | Nowest                  | 1          |
| 4th  | 2018年1月2日   | WESTival                | 1          |
| 5th  | 2018年12月5日  | WESTV!                  | 2          |
| 6th  | 2020年3月18日  | W trouble               | 1          |
| 7th  | 2021年3月17日  | rainboW                 | 1          |
| 8th  | 2022年3月9日   | Mixed Juice             | 1          |
| 9th  | 2023年3月1日   | POWER                   | 1          |
| 10th | 2025年3月12日  | A.H.O. -Audio Hang Out- | 1          |

### 迷你專輯
|     | 發行日        | 專輯名稱 | 週間專輯榜 |
| --- | ------------- | -------- | ---------- |
| 1st | 2015年4月22日 | 趴踢種族 | 1          |

### 精選專輯
|     | 發行日        | 專輯名稱 | 週間專輯榜 |
| --- | ------------- | -------- | ---------- |
| 1st | 2024年3月13日 | AWARD    | 1          |

### 影像作品
|    | 發行日         | 標題                                                               | 週間榜 |
| -- | -------------- | ------------------------------------------------------------------ | ------ |
| 1  | 2014年12月17日 | 浪花武士 Hello東京！！                                             | 3位    |
| 2  | 2015年06月17日 | 無論如何，非常感謝你                                               | 1位    |
| 3  | 2015年10月07日 | Johnny's WEST 1st演唱會 第一槍                                     | 1位    |
| 4  | 2016年05月18日 | Johnny's WEST 1st巡迴演唱會 趴踢種族                               | 1位    |
| 5  | 2016年11月30日 | Johnny's WEST CONCERT TOUR 2016 Luckyyyyyyy                        | 1位    |
| 6  | 2017年05月24日 | Johnny's WEST 1st巨蛋演唱會 從這裡感謝你                           | 1位    |
| 7  | 2017年10月25日 | Johnny's WEST LIVE TOUR 2017 Nowest                                | 1位    |
| 8  | 2018年10月24日 | Johnny's WEST LIVE TOUR 2018 WESTival                              | 1位    |
| 9  | 2019年07月10日 | Johnny's WEST LIVE TOUR 2019 WESTV!                                | 1位    |
| 10 | 2021年10月06日 | Johnny's WEST LIVE TOUR 2020 W trouble                             | 1位    |
| 11 | 2022年05月11日 | Johnny's WEST LIVE TOUR 2021 rainboW                               | 1位    |
| 12 | 2022年11月23日 | Johnny's WEST LIVE TOUR 2022 Mixed Juice                           | 1位    |
| 13 | 2023年07月26日 | Johnny's WEST 1st DOME TOUR 2022 TO BE KANSAI COLOR -翔べ関西から- | 1位    |
| 14 | 2023年12月20日 | WEST. LIVE TOUR 2023 POWER                                         | 1位    |
| 15 | 2024年10月9日  | WEST. 10th Anniversary LIVE TOUR AWARD                             | 1位    |
| 16 | 2024年12月18日 | WEST. DOME TOUR AWARD 〜10th Anniversary〜                         | 1位    |

## 演出
以團體活動為主，成員各自參與的節目參照各成員的資料。

### 娛樂節目
- ハピくるっ!（關西電視台）（ - 2015年3月27日完結）
- 関ジャニ∞のジャニ勉（日语：関ジャニ∞のジャニ勉）（關西電視台）
- リトルトーキョーライブ（2014年10月8日 - 東京電視台）
- リトルトーキョーライフ（2015年7月1日 - 東京電視台）
- ドヨルの妄想族 （页面存档备份，存于）（2015年7月11日 - 10月10日、朝日放送）
- ドヨルの粉モンクエスト（2015年10月24日 - 2016年1月9日、朝日放送）
- ドヨルのご当地モンクエスト（2016年1月16日 - 2016年3月26日 、朝日放送）
- ドヨルのエージェントWEST！（2016年4月9日 - 9月24日 、朝日放送）
- エージェントWEST（2016年10月1日 - 2020年6月28日、朝日放送）
- ナミノリ! ジェニー（2016年10月22日〔21日深夜〕 - 2018年10月19日〔18日深夜〕、MBS電視台）
- ジャニーズWESTの激ハネ! BoooooooRN（2019年1月26日〔25日深夜〕 - 、MBS電視台）
- パパジャニWEST（2020年4月因疫情放送日延後至6月30日 - 2022年3月16日〔15日深夜〕、TBS）
- ジャニーズWESTの出世する人・しない人（2019年9月14日、富士電視台）
- あなたの代わりに見てきます!リア突WEST（2020年10月4日〔3日深夜〕 - 、朝日放送）
- ラヴィット!（2021年5月7日 - 28日、TBS） - 5月份月間嘉賓

### 音樂節目
- ザ少年倶楽部（NHK BS Premium）

### 廣播
- ジャニーズWESTの男前を目指せ!（ABC Radio）
- ジャニーズWEST もぎたて関ジュース（Radio關西）
- bayじゃないか（bayfm）
- 2016年も、ジャニーズWESTでええじゃないか!（2016年1月1日，CBC Radio）
- Johnny's WEST桐山照史與中間淳太的RECOMMEN!（日语：レコメン!）（2018年4月5日－，文化放送）

### 舞台劇
以團體活動為主，成員各自參與的舞台劇請參照各成員的資料。
- なにわ侍 ハローTOKYO!!（2014年2月5日 - 02月28日：東京日生劇場）
- 台風n Dreamer タイフーン・ドリーマー（2014年8月2日 - 8月26日：大阪松竹座[14]、9月3日 - 9月28日：日生劇場[15]）
- なにわ侍 団五郎一座（2015年1月10日 - 01月30日：東京日生劇場）

### CM
- 31冰淇淋
  - 「ポッピングシャワー☆パチキャンMAX」（2016年4月 - ）
  - 「真夏の雪だるま大作戦」（2016年7月 - ）
  - 「チャレンジ・ザ・トリプル」（2017年6月 - ）
  - 「真夏の雪だるま大作戦」（2017年7月 - ）
- FamilyMart「炎のグルメフェア」（2017年11月 - ）
- PILOT「juice」」（2022年2月 - ）
- 近鐵不動産「企業」「阿倍野Harukas」（2023年2月 - ）

### 寫真書
- Johnny's WEST 1st写真集「おおきに。」（2014年12月15日，鱷魚出版社，ISBN 978-4-8470-4697-1）

### 演唱會
以團體活動為主，成員各自的單獨演唱會請參照各成員的資料。
- Johnny's WEST Concert デビュー記念 なにわともあれ、ほんまにありがとう!（2014年4月26日 - 5月6日、大阪松竹座）[16]
- Johnny's WEST Concert デビュー記念 なにわともあれ、ほんまにありがとう! in TOKYO（2014年5月11日 - 5月21日、新橋演舞場）[17]
- Johnny's WEST お正月 2015(一発めぇぇぇぇぇぇぇ!)（2015年1月2日・3日：橫濱體育館、1月5日・6日：大阪城音樂廳）
- Johnny's WEST 1st Tour パリピポ（2015年5月4日 - 06月7日　横滨、名古屋、大阪城、广島、福岡、神户）
- Johnny's WEST Concert tour2016 ラッキィィィィィィィ7（2016年1月3日 - 4月3日 横滨、名古屋、廣島、福岡、新潟、大阪、宮城）
- Johnny's WEST LIVE TOUR 2017 Nowest（2017年1月3日 - 5月7日 横滨、福井、福岡、宮城、名古屋、靜岡、大阪、北海道、廣島）
- Johnny's WEST CONCERT TOUR 2018 WESTival（2018年1月3日 - 5月20日 横滨、福岡、靜岡、名古屋、神戶、宮城、新潟、大阪、廣島、北海道）
- Johnny's WEST LIVE TOUR 2019 WESTV!（2019年1月3日 - 3月24日 横滨、愛知、新潟、福岡、大阪、宮城、神戶、北海道）
- Johnny's WEST Live Tour 2020 W trouble（2020年12月11日 - 13日 Johnny's net online，因疫情取消改至線上）
- Johnny's WEST Live Tour 2021 rainboW（2021年4月3日 - 6月20日 北海道、宮城、愛知、新潟、琦玉、熊本，大阪場因緊急事態宣言中止取消）
- ジャニーズWEST LIVE TOUR 2022 Mixed Juice（2022年3月20日 - 6月12日 靜岡、熊本、宮城、愛知、大阪、神奈川、新潟、北海道）
- Johnny's WEST 1st DOME TOUR 2022 TO BE KANSAI COLOR -翔べ関西から-（2022年7月1日 - 7月3日：大阪巨蛋、7月30日・7月31日：愛知名古屋巨蛋、8月10日・8月11日：東京巨蛋）
- Johnny's WEST LIVE TOUR 2023 POWER（2023年3月18日 - 5月24日 宮城、神奈川、福岡、新潟、静岡、大阪、北海道、愛知）
- WEST. 10th Anniversary LIVE TOUR AWARD（2024年3月29日 - 6月2日 大阪、新潟、宮城、愛知、神奈川、靜岡、福岡、廣島、北海道）
- WEST. DOME TOUR AWARD 〜10th Anniversary〜（2024年7月14日 - 16日：大阪巨蛋、8月24日・25日：福岡巨蛋、8月29日 - 31日：東京巨蛋）
- WEST. LIVE TOUR 2025 A.H.O. -Audio Hang Out-（2025年3月21日 - 6月1日 香川、大阪、福岡、宮城、北海道、神奈川、新潟、靜岡、愛知）

## 外部連結
- 唱片公司官網（日語）
- Johnnys官網（页面存档备份，存于）（日語）
- WEareWEST7的X（前Twitter）
- YouTube上的WEST.頻道
- WEST.的TikTok